# Seznam dílů seriálů Jistě, pane ministře a Jistě, pane premiére
Toto je seznam dílů seriálů Jistě, pane ministře a Jistě, pane premiére. Britský televizní seriál Jistě, pane ministře a na něj navazující pokračování Jistě, pane premiére vysílala televize BBC v letech 1980–1988. Celkem vzniklo v tomto období 38 epizod. V roce 2013 pak došlo k oživení seriálu s novým obsazením a s 6 epizodami.
Česká televize odvysílala premiéru všech pěti řad původního seriálu takřka v jednom kuse od května 2000 do března 2001, a to zpočátku na programu ČT2, od nového kalendářního roku na ČT1.

## Přehled řad
| Řada                                 | Díly                 | Premiéra ve VB       | Premiéra ve VB       | Premiéra v ČR        | Premiéra v ČR        |
| Řada                                 | Díly                 | První díl            | Poslední díl         | První díl            | Poslední díl         |
| Jistě, pane ministře                 | Jistě, pane ministře | Jistě, pane ministře | Jistě, pane ministře | Jistě, pane ministře | Jistě, pane ministře |
| ------------------------------------ | -------------------- | -------------------- | -------------------- | -------------------- | -------------------- |
| 1                                    | 7                    | 25. února 1980       | 7. dubna 1980        | 19. května 2000      | 14. července 2000    |
| 2                                    | 7                    | 23. února 1981       | 6. dubna 1981        | 21. července 2000    | 8. září 2000         |
| 3                                    | 7+1                  | 11. listopadu 1982   | 27. prosince 1982    | 6. října 2000        | 17. listopadu 2000   |
| Vánoční speciál                      | Vánoční speciál      | 17. prosince 1984    | 17. prosince 1984    | 24. listopadu 2000   | 24. listopadu 2000   |
| Jistě, pane premiére                 |                      |                      |                      |                      |                      |
| 4                                    | 8                    | 9. ledna 1986        | 27. února 1986       | 1. prosince 2000     | 18. ledna 2001       |
| 5                                    | 8                    | 3. prosince 1987     | 22. ledna 1988       | 25. ledna 2001       | 15. března 2001      |
| Yes, Prime Minister (obnovená verze) |                      |                      |                      |                      |                      |
| 6                                    | 6                    | 15. ledna 2013       | 19. února 2013       | 2. října 2015        | 6. listopadu 2015    |

## Jistě, pane ministře

### První řada (1980)
| Č. v seriálu | Č. v řadě | Původní název           | Český název        | Režie           | Scénář                     | Premiéra na BBC | Premiéra na ČT    |
| --- | --------- | ----------------------- | ------------------ | --------------- | -------------------------- | --------------- | ----------------- |
| 1 | 1         | Open Government         | Čelem k voličům    | Sydney Lotterby | Antony Jay a Jonathan Lynn | 25. února 1980  | 19. května 2000   |
| Jim Hacker vyhrává volby a čeká na telefonát od premiéra. Ten přijde, Hacker je pozván do čísla 10, kde se dozví, že bude ministrem administrativních záležitostí. Přichází na své nové působiště odhodlán dělat reformy a při setkání s Bernardem Wooleym a Sirem Humphreym Applebym se zdá, že vše půjde hladce. Administrativa je, zdá se, připravena přijmout nové výzvy a vzít reformy za své. Nic ale není tak, jak vypadá, a Hacker díky Humphreyho ďábelskému triku dostává svou první lekci. |           |                         |                    |                 |                            |                 |                   |
| 2 | 2         | The Official Visit      | Oficiální návštěva | Sydney Lotterby | Antony Jay a Jonathan Lynn | 3. března 1980  | 26. května 2000   |
| Hacker má za úkol administrativně zajistit státní návštěvu prezidenta státu Buranda, který byl dříve známý jako Britská Rovníková Afrika (fiktivní země). Kvůli dodávce ropných těžebních zařízení jede do Skotska, ale musí se vidět s královnou, takže Hacker proti vůli administrativy plánuje, že se s ní setká přímo ve Skotsku, kde se náhodou zrovna konají doplňovací volby (poměr hlasů je těsný). Na poslední chvíli však dochází v Burandě ke státnímu převratu, k moci se dostává všem neznámý člověk, kterého však Hacker zná z vysoké školy. Tento nový muž je rozhodnut uskutečnit návštěvu v souladu s plány svého předchůdce. Vyjednávání o ropných plošinách však nedopadne přesně tak, jak všichni očekávali. |           |                         |                    |                 |                            |                 |                   |
| 3 | 3         | The Economy Drive       | Úsporný program    | Sydney Lotterby | Antony Jay a Jonathan Lynn | 10. března 1980 | 2. června 2000    |
| Hacker chce šetřit, ale Humphrey je samozřejmě proti, a tak naplánuje „operaci asketa“. Hacker je naveden k tomu, aby šetřit začal od sebe, a tak například redukuje osazenstvo své osobní kanceláře… Kvůli tomu se setká se zástupcem odborů, o kterém si však myslí, že je někdo jiný, a tak vyprovokuje stávku části zaměstnanců státní správy. Navíc se pak opije na jedné oficiální večeři, což zhatí i zbytky jeho poctivě budovaného mediálního obrazu askety. |           |                         |                    |                 |                            |                 |                   |
| 4 | 4         | Big Brother             | Konečné rozhodnutí | Sydney Lotterby | Antony Jay a Jonathan Lynn | 17. března 1980 | 9. června 2000    |
| Hacker je v televizním interview vyzpovídán o národní integrované databázi, do které se mají ukládat informace o všech občanech Británie. Má samozřejmě problémy, jak vysvětlit, že pojistky, které by měly libovolnému úředníkovi zamezit zjistit si cokoli o komkoli, ještě nejsou známy. Vyhýbavé odpovědi se samozřejmě líbí Humphreymu, který jej již dokonale vycvičil. Hacker se mu však pokusí vzdorovat, přičemž od svého předchůdce na ministerstvu zjistí, že vše je legislativně připraveno, a také mu poradí něco o Humphreyho tricích, které díky tomu možná i obejde. |           |                         |                    |                 |                            |                 |                   |
| 5 | 5         | The Writing on the Wall | Stahují se mraky   | Sydney Lotterby | Antony Jay a Jonathan Lynn | 24. března 1980 | 23. června 2000   |
| Hacker se snaží prosadit důležitou část svého programu - snížení počtu pracovních míst ve státní správě a to o 200 000 lidí, čemuž Humphrey samozřejmě není příliš nakloněn. Humphrey je informován o tom, že návrh jiných ministrů na zrušení ministerstva administrativy se setkal s úsměvem premiéra, což by Hackerův plán podpořilo, avšak zrušením svého ministerstva. Humphrey i Hacker musí táhnout za jeden provaz a pokusit se tento plán nějak zarazit. Pro politické ospravedlnění této akce se může stát i Eurokarta, kterou má ministerstvo pro administrativní záležitosti zavést. Takový krok není příliš populární, avšak nemusí být nevhodný. |           |                         |                    |                 |                            |                 |                   |
| 6 | 6         | The Right to Know       | Právo na informace | Sydney Lotterby | Antony Jay a Jonathan Lynn | 31. března 1980 | 30. června 2000   |
| Humphrey se obává, že ministr se pokouší řídit své ministerstvo, což mu samozřejmě nevyhovuje. Mezitím má Hacker jednání s ochránci přírody, které se týká zejména Haywordského lesíku a jezevců v tomto lese, ti by měli být ohroženi politikou sjednocení ochrany přírody. Hacker o tomto vůbec nebyl informován a požaduje, aby byl o všem, co se na ministerstvu děje, informován. Humphreymu se to příliš nelíbí, avšak využije toho, zahrne ho všemožnými zbytečnými informacemi. Ministrova dcera se z novin dozví o lesíku s jezevci a je rozhodnuta uspořádat protestní akci. |           |                         |                    |                 |                            |                 |                   |
| 7 | 7         | Jobs for the Boys       | Ruka ruku myje     | Sydney Lotterby | Antony Jay a Jonathan Lynn | 7. dubna 1980   | 14. července 2000 |
| Hacker se v dobré vůli chce v rozhlase zmínit o Solihullském projektu, který má být zářným příkladem spolupráce státu a soukromého sektoru. Přičemž existují jisté komplikace, o kterých ministr neví, Humphrey je nechce ministrovi sdělit, avšak snaží se ho zadržet před zmínkou o projektu. Při obědě se Sirem Desmondem, představitelem jedné velké banky, hledá Humphrey podporu pro tento projekt. Na oplátku se mu pokusí nabídnout předsednictví v nějaké komisi či radě, přičemž zbude pouze „Komise pro vztahy s podnikateli“. Mezi tím, se ministr skutečně v rozhlase o projektu zmíní, na což mu odborový předák nabídne mlčení o problémech výměnou za dávku pro odbory v Birminghamu, Hacker ji však odmítne, jelikož o žádných problémech neví, avšak začíná větřit. Nakonec se mu tuto informaci podaří získat jen díky tomu, že se Humphrey snaží ministrovi zarazit návrh jeho politického poradce, aby jmenování do komisí nefungovalo systémem „Ruka ruku myje“. Avšak jak se zdá, tak právě tento systém může hodně pomoci v mnoha problémech. |           |                         |                    |                 |                            |                 |                   |

### Druhá řada (1981)
| Č. v seriálu | Č. v řadě | Původní název             | Český název            | Režie          | Scénář                     | Premiéra na BBC | Premiéra na ČT    |
| --- | --------- | ------------------------- | ---------------------- | -------------- | -------------------------- | --------------- | ----------------- |
| 8 | 1         | The Compassionate Society | Humánní společnost     | Peter Whitmore | Antony Jay a Jonathan Lynn | 23. února 1981  | 21. července 2000 |
| Jim Hacker musí vyřešit tři problémy - nezávislé šetření kvůli zfalšované zprávě, jíž se chlubil v parlamentu, prázdnou nemocnici bez lékařů a pacientů, ale s kompletním úředním personálem, jenž se chce bránit stávkami před propuštěním a v neposlední řadě také několik stovek kubánských politických uprchlíků. Úředníci mají na řešení svůj názor, ale tentokrát vítězí Jim. Ukáže se, že trojice problémů se může navzájem velmi snadno vyřešit. |           |                           |                        |                |                            |                 |                   |
| 9 | 2         | Doing the Honours         | Zasloužené pocty       | Peter Whitmore | Antony Jay a Jonathan Lynn | 2. března 1981  | 4. srpna 2000     |
| Jak přinutit úředníky, aby začali šetřit, když jste jen ministr a nemáte nad nimi prakticky žádnou moc? Jim Hacker našel způsob - odepřít jim pocty a ocenění a podmínit je opravdovými zásluhami. Tento jeho úmysl ovšem dostává trhliny ve chvíli, kdy by sám měl obdržet čestný doktorát výměnou za přiznání úlev jedné z Oxfordských fakult. |           |                           |                        |                |                            |                 |                   |
| 10 | 3         | The Death List            | Černá listina          | Peter Whitmore | Antony Jay a Jonathan Lynn | 9. března 1981  | 11. srpna 2000    |
| Jim Hacker je již opět plně v moci státních úředníků. Ještě jako šéfredaktor Reformy bojoval proti policejním odposlechům a nyní jako ministr má konečně šanci s tím něco udělat. Jeho názor na odposlechy se ovšem změní ve chvíli, kdy se sám ocitne na černé listině potenciálních terčů útoku jedné teroristické organizace. |           |                           |                        |                |                            |                 |                   |
| 11 | 4         | The Greasy Pole           | Šplh po namaštěné tyči | Peter Whitmore | Antony Jay a Jonathan Lynn | 16. března 1981 | 18. srpna 2000    |
| Hacker chce zahájit výstavbu chemické továrny na látku, která je příbuzná s látkou, jež způsobila havárii v Itálii. Čeká však na výsledky nezávislé zprávy, která má ale být kladná. Továrna má ale stát v okrsku premiérovy osobní parlamentní tajemnice a lidé navíc Hackera označují za nelidu. Jim se tedy sejde s autorem zprávy a ta nakonec změní stanovisko, takže k výstavbě továrny nedojde.                                                   |           |                           |                        |                |                            |                 |                   |
| 12 | 5         | The Devil You Know        | Ďábelské nástrahy      | Peter Whitmore | Antony Jay a Jonathan Lynn | 23. března 1981 | 25. srpna 2000    |
| Ve vládě mají proběhnout personální změny právě v době, kdy má Jim vystoupit na konferenci v Bruselu. Jim ze strachu, aby nepřišel o ministerské křeslo nikam neodcestuje. |           |                           |                        |                |                            |                 |                   |
| 13 | 6         | The Quality of Life       | Kvalita života         | Peter Whitmore | Antony Jay a Jonathan Lynn | 30. března 1981 | 1. září 2000      |
| Jim navštíví městskou farmu a přislíbí zachování existence. Omylem ale podepíše smlouvu, kdy o městských parcelách bude rozhodovat státní správa. Sir Appleby přislíbí pozemek bance. Jediné zbývající východisko je, že se Jim vzdá blokování výstavby mrakodrapu zmíněné banky a ta mu na oplátku poskytne parcelu. Na tu se může přestěhovat Městská farma.                                                                                           |           |                           |                        |                |                            |                 |                   |
| 14 | 7         | A Question of Loyalty     | Otázka loajality       | Peter Whitmore | Antony Jay a Jonathan Lynn | 6. dubna 1981   | 8. září 2000      |
| Hacker zodpovídá nepříjemné otázky před parlamentním výborem a vymluví se na Humphreyho. Parlamentní výbor si pozve k zodpovězení otázek Humphreyho a ten se vymluví na Hackera. Nakonec se před parlamentním výborem vymlouvají bok po boku Humphrey i Hacker. |           |                           |                        |                |                            |                 |                   |

### Třetí řada (1982)
| Č. v seriálu | Č. v řadě | Původní název                | Český název         | Režie          | Scénář                     | Premiéra na BBC    | Premiéra na ČT     |
| --- | --------- | ---------------------------- | ------------------- | -------------- | -------------------------- | ------------------ | ------------------ |
| 15 | 1         | Equal Opportunities          | Rovnoprávnost       | Peter Whitmore | Antony Jay a Jonathan Lynn | 11. listopadu 1982 | 6. října 2000      |
| Jim přijde s plánem zvýšení počtu žen ve státní správě. Všichni ministři ho schválí ale dodají, že na jejich ministerstvu se nedá uskutečnit. Hacker se rozhodne začít u sebe a nabídne místo druhé tajemnice schopné podtajemnici, ta ho ale odmítne. |           |                              |                     |                |                            |                    |                    |
| 16 | 2         | The Challenge                | Výzva               | Peter Whitmore | Antony Jay a Jonathan Lynn | 18. listopadu 1982 | 13. října 2000     |
| Hacker chce omezit plýtvání v místní samosprávě. Státní správa mu ale doporučí pokárat obvod, který ušetřil nejvíc, ale nedodržuje byrokratické postupy.                                                                                               |           |                              |                     |                |                            |                    |                    |
| 17 | 3         | The Skeleton in the Cupboard | Kostlivec ve skříni | Peter Whitmore | Antony Jay a Jonathan Lynn | 25. listopadu 1982 | 20. října 2000     |
| Ve Skotsku byl kdysi podepsán špatný kontrakt. Díky tomu teď armáda přijde o velkou část majetku. Zodpovědný za to je Sir Humphrey. Jim tak stylem něco za něco vymění svoje mlčení a ztrátu příslušných tiskopisů a za ústupky od státní správy.      |           |                              |                     |                |                            |                    |                    |
| 18 | 4         | The Moral Dimension          | Morální rozměr      | Peter Whitmore | Antony Jay a Jonathan Lynn | 2. prosince 1982   | 27. října 2000     |
| Hacker zjistí, že výhodný kontrakt byl získán korupcí. |           |                              |                     |                |                            |                    |                    |
| 19 | 5         | The Bed of Nails             | Danajský dar        | Peter Whitmore | Antony Jay a Jonathan Lynn | 9. prosince 1982   | 3. listopadu 2000  |
| Jim se stane radním pro dopravu. Zjistí ale, že dar od premiéra je jen horký brambor, který si politici přehazují. Pomocí úniků informací se tak snaží této funkce zbavit, což se mu nakonec podaří.                                                   |           |                              |                     |                |                            |                    |                    |
| 20 | 6         | The Whisky Priest            | Kazatel v lihu      | Peter Whitmore | Antony Jay a Jonathan Lynn | 16. prosince 1982  | 10. listopadu 2000 |
| Jim získá informaci, že britské bomby jsou v rukách italských teroristů. Musí vyřešit dilema zda to má vyšetřit nebo zamlčet. |           |                              |                     |                |                            |                    |                    |
| 21 | 7         | The Middle-Class Rip-Off     | Kultura má zelenou  | Peter Whitmore | Antony Jay a Jonathan Lynn | 23. prosince 1982  | 17. listopadu 2000 |
| Jim se rozhodne zavřít nenavštěvovanou galerii na podporu fotbalového klubu. Sir Humphrey se mu však všemožnými intrikami snaží v tomto zabránit a přesvědčuje ho, že ministerstvo musí podporovat i neoblíbené druhy umění.                           |           |                              |                     |                |                            |                    |                    |

#### Vánoční skeč (1982)
| Původní název | Režie          | Scénář                     | Premiéra na BBC   |
| --- | -------------- | -------------------------- | ----------------- |
| Short Insert: The Funny Side Of Christmas | Peter Whitmore | Antony Jay a Jonathan Lynn | 27. prosince 1982 |
| Zvláštní dvouminutový skeč, v němž Sir Humphrey využívá příležitosti popřát svým specifickým způsobem Jimu Hackerovi k nadcházejícím vánočním svátkům. |                |                            |                   |

### Vánoční speciál (1984)
| Č. v seriálu | Původní název | Český název     | Režie          | Scénář                     | Premiéra na BBC   | Premiéra na ČT     |
| --- | ------------- | --------------- | -------------- | -------------------------- | ----------------- | ------------------ |
| 22 | Party Games   | Partajní hrátky | Peter Whitmore | Antony Jay a Jonathan Lynn | 27. prosince 1984 | 24. listopadu 2000 |
| Tento speciální díl je dvojnásobně dlouhý oproti předchozím půlhodinovým dílům. Jim Hacker se v něm stane premiérem. |               |                 |                |                            |                   |                    |

## Jistě, pane premiére

### První řada (1986)
| Č. v seriálu | Č. v řadě | Původní název             | Český název          | Režie           | Scénář                     | Premiéra na BBC | Premiéra na ČT    |
| --- | --------- | ------------------------- | -------------------- | --------------- | -------------------------- | --------------- | ----------------- |
| 1 | 1         | The Grand Design          | Velký plán           | Sydney Lotterby | Antony Jay a Jonathan Lynn | 9. ledna 1986   | 1. prosince 2000  |
| Jim má velký plán na úsporu státních peněz. Hodlá je získat tak, že zruší program atomových zbraní Trident. Sir Humphrey mu v tom ale hodlá zabránit. |           |                           |                      |                 |                            |                 |                   |
| 2 | 2         | The Ministerial Broadcast | Premiérův projev     | Sydney Lotterby | Antony Jay a Jonathan Lynn | 16. ledna 1986  | 8. prosince 2000  |
| Hacker je připravován pro svůj první projev jako premiér. Sira Humpreyho zajímá především obsah premiérova projevu. |           |                           |                      |                 |                            |                 |                   |
| 3 | 3         | The Smoke Screen          | Kouřová clona        | Sydney Lotterby | Antony Jay a Jonathan Lynn | 23. ledna 1986  | 15. prosince 2000 |
| Hacker využije plán ministra zdravotnictví omezit kouření jako bluf proti ministerstvu financí. |           |                           |                      |                 |                            |                 |                   |
| 4 | 4         | The Key                   | Klíč                 | Sydney Lotterby | Antony Jay a Jonathan Lynn | 30. ledna 1986  | 22. prosince 2000 |
| Hacker se rozhodne přistřihnout siru Humpreyovi křídla tím, že mu znemožní neustálý přístup do své pracovny. |           |                           |                      |                 |                            |                 |                   |
| 5 | 5         | A Real Partnership        | Skuteční partneři    | Sydney Lotterby | Antony Jay a Jonathan Lynn | 6. února 1986   | 29. prosince 2000 |
| Sir Humphrey se musí vypořádat s požadavkem státní správy na zvýšení platu, zároveň však jejich návrh diskredituje. |           |                           |                      |                 |                            |                 |                   |
| 6 | 6         | A Victory for Democracy   | Vítězství demokracie | Sydney Lotterby | Antony Jay a Jonathan Lynn | 13. února 1986  | 4. ledna 2001     |
| Hacker pochybuje, zda je tu ministerstvo zahraničí k tomu, aby prosazovalo vládní politiku, nebo naopak. |           |                           |                      |                 |                            |                 |                   |
| 7 | 7         | The Bishop's Gambit       | Biskupské šachy      | Sydney Lotterby | Antony Jay a Jonathan Lynn | 20. února 1986  | 11. ledna 2001    |
| Sir Humphrey by se mohl stát rektorem Balliolovy koleje. V tom mu ale překáží prozatímní děkan. Mistrnými nápady se Applebymu podaří děkana prosadit jako nového biskupa v Bury St Edmunds. |           |                           |                      |                 |                            |                 |                   |
| 8 | 8         | One of Us?                | Jeden z nás?         | Sydney Lotterby | Antony Jay a Jonathan Lynn | 27. února 1986  | 18. ledna 2001    |
| Provalí se, že bývalý šéf MI6 byl ruský špeh. Přitom ale již v minulosti prošel bezpečnostními prověrkami. Zjistí se, že je vedl právě Appleby. Jim obdrží zprávu, která ale Applebyho očistí od možné kolaborace a pouze říká, že prověrky vedl nedostatečně. Může toho využít a zase jednou prosadit proti státní správě svou. |           |                           |                      |                 |                            |                 |                   |

### Druhá řada (1987–1988)
| Č. v seriálu | Č. v řadě | Původní název                  | Český název           | Režie           | Scénář                     | Premiéra na BBC   | Premiéra na ČT  |
| --- | --------- | ------------------------------ | --------------------- | --------------- | -------------------------- | ----------------- | --------------- |
| 9 | 1         | Man Overboard                  | Muž přes palubu       | Sydney Lotterby | Antony Jay a Jonathan Lynn | 3. prosince 1987  | 25. ledna 2001  |
| Humphrey bojuje proti přijetí plánu na přemístění britských ozbrojených sil tím, že zpochybní loajalitu ministra práce. |           |                                |                       |                 |                            |                   |                 |
| 10 | 2         | Official Secrets               | Služební tajemství    | Sydney Lotterby | Antony Jay a Jonathan Lynn | 10. prosince 1987 | 1. února 2001   |
| Hackerův pokus ututlat nelichotivou kapitolu z pamětí Hackerova předchůdce unikne do tisku. |           |                                |                       |                 |                            |                   |                 |
| 11 | 3         | A Diplomatic Incident          | Diplomatický incident | Sydney Lotterby | Antony Jay a Jonathan Lynn | 17. prosince 1987 | 8. února 2001   |
| Smrt a následný pohřeb Hackerova předchůdce umožní Jimovi vyjednávání s Francouzi o Eurotunelu. |           |                                |                       |                 |                            |                   |                 |
| 12 | 4         | A Conflict of Interest         | Střet zájmů           | Sydney Lotterby | Antony Jay a Jonathan Lynn | 23. prosince 1987 | 15. února 2001  |
| Hacker se může vyhnout skandálu pokud jmenuje guvernéra Bank of England, o jehož poctivosti by se dalo pochybovat. |           |                                |                       |                 |                            |                   |                 |
| 13 | 5         | Power to the People            | Všechnu moc lidu      | Sydney Lotterby | Antony Jay a Jonathan Lynn | 7. ledna 1988     | 22. února 2001  |
| Sir Humphrey a předačka místního obvodu se stanou překvapivě názoroví spojenci, co se týče premiérova plánu na reformování místních samospráv.                                                                                             |           |                                |                       |                 |                            |                   |                 |
| 14 | 6         | The Patron of the Arts         | Patron umění          | Sydney Lotterby | Antony Jay a Jonathan Lynn | 14. ledna 1988    | 1. března 2001  |
| Hackerovo pozvání na předávání divadelních cen se stane rozbuškou, poté co Jim zjistí, kolik peněz dostane v grantu Rada pro umění na provoz Národního divadla.                                                                            |           |                                |                       |                 |                            |                   |                 |
| 15 | 7         | The National Education Service | Školská reforma       | Sydney Lotterby | Antony Jay a Jonathan Lynn | 21. ledna 1988    | 8. března 2001  |
| Ministerstvo školství stojí v cestě reformě, takže se ho Hacker pokusí zrušit. |           |                                |                       |                 |                            |                   |                 |
| 16 | 8         | The Tangled Web                | Spletitá síť          | Sydney Lotterby | Antony Jay a Jonathan Lynn | 28. ledna 1988    | 15. března 2001 |
| Hacker nevědomě lže v britské sněmovně. Humphrey se při rozhovoru v BBC dopustí indiskrétnosti týkající se nezaměstnanosti, když se domnívá, že mluví mimo záznam. Bernard získá originál nahrávky, díky které se oba dostanou z problémů. |           |                                |                       |                 |                            |                   |                 |

## Jistě, pane premiére(obnovená verze)

### První řada (2013)
| Č. v seriálu | Č. v řadě | Původní název         | Český název         | Režie          | Scénář                     | Premiéra na BBC | Premiéra na ČT    |
| --- | --------- | --------------------- | ------------------- | -------------- | -------------------------- | --------------- | ----------------- |
| 1 | 1         | Crisis At The Summit  | Krize na summitu    | Gareth Gwenlan | Antony Jay a Jonathan Lynn | 15. ledna 2013  | 2. října 2015     |
| Děj seriálu se posouvá do soudobé Británie, kdy musí premiér Jim Hacker řešit složitost vztahů s postsovětským Kumranistánem, odkud se má vést do Evropy ropovod. |           |                       |                     |                |                            |                 |                   |
| 2 | 2         | The Poisoned Chalice  | Pohár jedu          | Gareth Gwenlan | Antony Jay a Jonathan Lynn | 22. ledna 2013  | 9. října 2015     |
| Jim jde na uvítací večeři s ministrem zahraničních věcí Kumranistánu.                                                                                             |           |                       |                     |                |                            |                 |                   |
| 3 | 3         | Gentlemen's Agreement | Getlemanská dohoda  | Gareth Gwenlan | Antony Jay a Jonathan Lynn | 29. ledna 2013  | 16. října 2015    |
| Humphreyho proevropský plán byl zmařen. Pak se však objeví určité nutné výdaje.                                                                                   |           |                       |                     |                |                            |                 |                   |
| 4 | 4         | A Diplomatic Dilemma  | Diplomatické dilema | Gareth Gwenlan | Antony Jay a Jonathan Lynn | 5. února 2013   | 23. října 2015    |
| V zoufalé snaze zajistit smlouvu o půjčce s Kumranistánem musí Jim učinit určitá neobvyklá sexuální opatření.                                                     |           |                       |                     |                |                            |                 |                   |
| 5 | 5         | Scot Free             | Skotačení se Skoty  | Gareth Gwenlan | Antony Jay a Jonathan Lynn | 12. února 2013  | 30. října 2015    |
| Na obzoru je nová krize, když Jimův koaliční partner pohrozí odstoupením ze společné vlády.                                                                       |           |                       |                     |                |                            |                 |                   |
| 6 | 6         | A Tsar Is Born        | Mocný zmocněnec     | Gareth Gwenlan | Antony Jay a Jonathan Lynn | 19. února 2013  | 6. listopadu 2015 |
| Veškeré Jimovy snahy vyhovět kumranistánskému ministrovi zahraničí selhaly. Sir Humphrey však přichází s novým plánem.                                            |           |                       |                     |                |                            |                 |                   |